# Touët-sur-Var
Touët-sur-Var település Franciaországban, Alpes-Maritimes megyében. Lakosainak száma 743 fő (2022. január 1.). Touët-sur-Var Ascros, La Penne, Puget-Théniers, Rigaud, Thiéry és Villars-sur-Var községekkel határos.

## Népesség
A település népessége az elmúlt években az alábbi módon változott:
| Lakosok száma | 301  | 320  | 342  | 603  | 698  | 681  | 672  | 664  | 690  | 743  |
|               | 1968 | 1982 | 1990 | 2006 | 2013 | 2015 | 2017 | 2019 | 2020 | 2022 |